# 屋代ダム
屋代ダム（やしろダム）は、山口県大島郡周防大島町にある、二級河川屋代川に設けられたダム。ダム湖は屋代湖（やしろこ）と呼ばれている。

## 概要
ダム地点における計画高水流量103 m3/sのうち67 m3/sをカットする洪水調節（自然調節方式）と、ダム下流沿川の既得用水の補給等、流水の正常な機能の維持と増進を図ることを目的としている。
瀬戸内海に浮かぶ島に設けられたダムとしては珍しい本格的なロックフィルダムで、堤頂からは瀬戸内海を望むことができる。ダム湖の屋代湖周辺には花木の植栽が整備され、水仙や桜、つつじなどの花が季節を彩る。
ダム湖の名前は一般公募によって決められたものである。
屋代川は、山口県の東部に位置する屋代島（周防大島）にあって、島内最高峰の嘉納山（標高684.9 m）にその源を発し、大島郡周防大島町の西側の南東から北西に貫流して瀬戸内海に注ぐ、航路延長6.5 km、流域面積18 km2の二級河川である。
屋代川は、瀬戸内の島の河川の特徴として、急流で、下流部の開けたところには河川沿いに人家が密集している。流域の沿岸はかなり上流まで開け、左右岸の斜面は高位標高部までよく耕され、人家、田畑及びみかん園が存在する。地質は、領家変成帯に属する花崗岩系を主とし、表層は深部まで風化してマサ状化しており、粘性及び保水性に乏しい。以上のような地形･地質であるため、一たび集中豪雨に見舞われると大洪水となり、下流沿岸に大きな被害を及ぼしている。
かつては屋代川における利水安全度は低いとされており、1886年（明治19年）には現在のダム建設地点の下流域で死者110人にも及ぶ大水害が発生している（ダム下流域には、洪水を記録した石碑が建立されている）。また、1954年（昭和29年）より改修工事が進められているが、1965年（昭和40年）頃から1990年（平成2年）頃の出水状況からすると治水の安全度はきわめて低いものとなってきたため、これらの2次改修が必要となっていた。
一方、利水面については干ばつ常襲（じょうしゅう）地域のため、しばしば深刻な水不足に見舞われ、屋代川も古くから灌漑（かんがい）用水として利用されているが、本地域は県内でも最も降水量の少ない地域でもあるため、近年しばしば深刻な水不足に見舞われており、その対策も強く望まれていた。
これらの抜本的対策として、洪水調整及び流水の正常な機能の維持を有した提高46.5 m、総貯水容量1,550,000 m3の山口県内では初のロックフィル形式の治水ダム建設が策定され、1972年（昭和47年）に事業着手（予備調査開始）し、1974年（昭和49年）に関連事業着工、1991年（平成3年）3月に完工した。

## 利用情報
ダム見学・見物は無料。

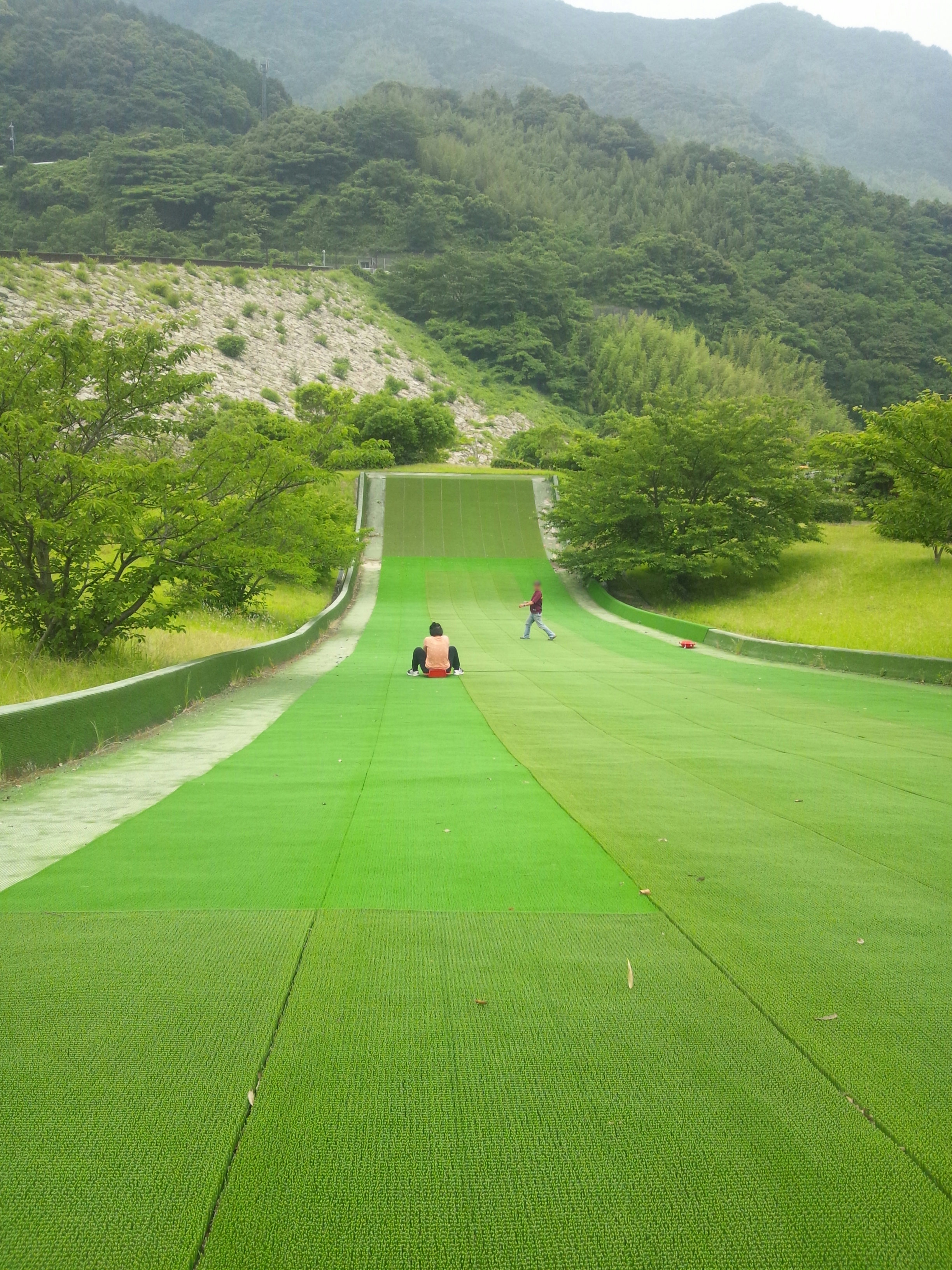
屋代ダム公園の「チビッコゲレンデ」

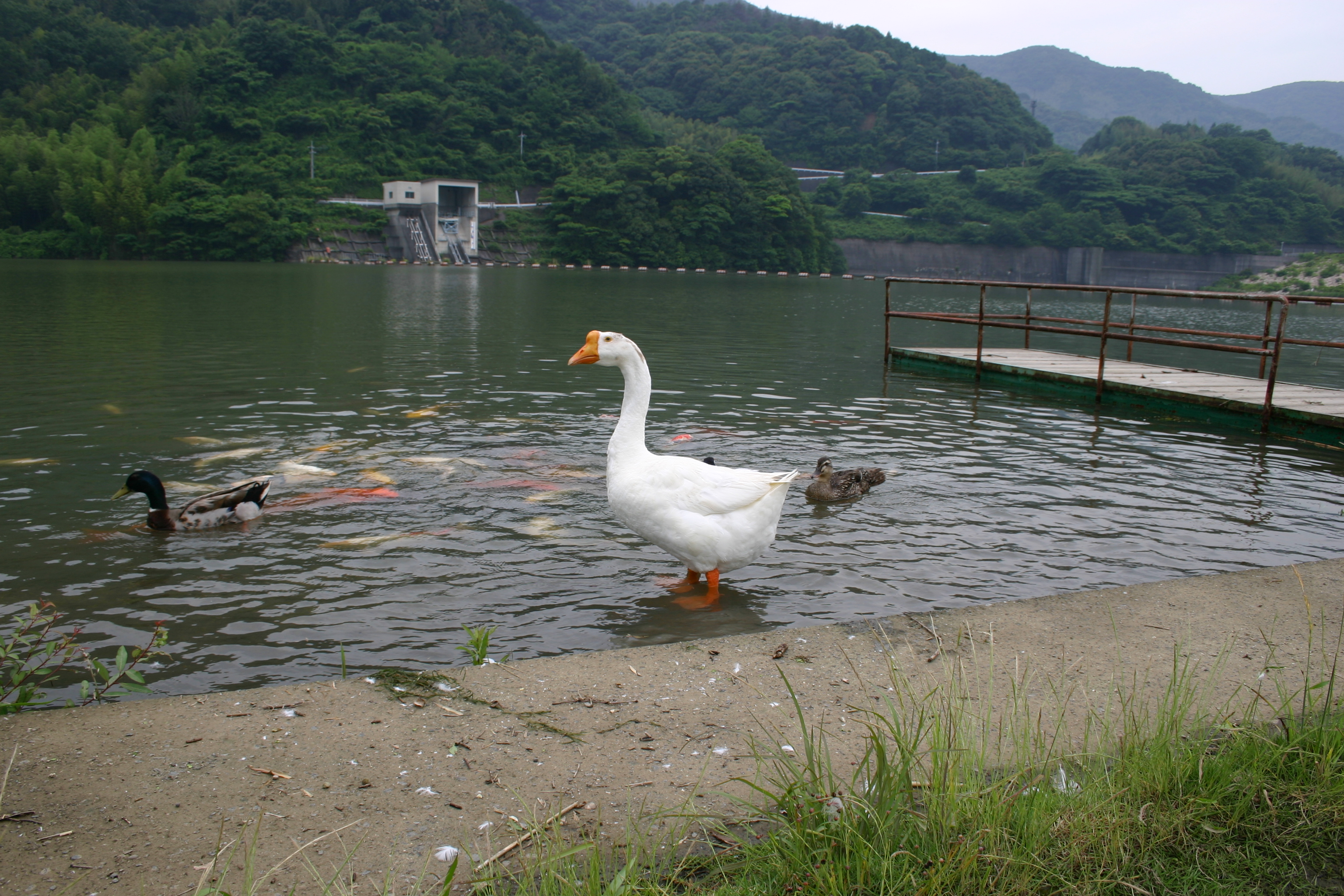
ダム湖畔

ダム湖畔には、屋代ダム公園が整備されており、公園内には、大型の人工芝滑り台「チビッコゲレンデ」と鉄棒、雲梯等の遊具や日時計、また白鳥や鯉のエサの自動販売機が設置され、山里の自然景観の中でゆったりとした時間を過ごすことができる。
近くには、滞在型市民農園「ガルデンビィラ大島」が整備され、都市部の人達に、楽しみながら花や野菜作りを行っており、都市住民との交流の拠点にもなっている。

## アクセス
- JR西日本山陽本線大畠駅から大島観光タクシー乗り合いバス奥畑行きで「神領（じんりょう）」、「自光寺（じこうじ）」バス停から共に徒歩7分
- 自家用車の場合は、周防大島町役場大島庁舎から約3 km（大島大橋から約8 km）。

## 周辺施設
- 日本ハワイ移民資料館
- グリーンステイながうら
- 竜崎温泉 潮風の湯
- 橘ウインドパーク
- 道の駅サザンセトとうわ
- 片添ヶ浜海水浴場（片添ヶ浜海浜公園）
- 片添ヶ浜温泉 遊湯ランド
- 星野哲郎記念館
- 周防大島文化交流センター
- 逗子ヶ浜海水浴場
- 陸奥記念館